# Copa Colsanitas 2015
Copa Colsanitas 2015 — жіночий тенісний турнір, що проходив на відкритих кортах з ґрунтовим покриттям. Це був 18-й за ліком Copa Colsanitas Santander. Належав до категорії International в рамках Туру WTA 2015. Відбувся в Centro de Alto Rendimiento в Боготі (Колумбія). Тривав з 13 до 19 квітня 2015 року.

## Очки і призові гроші

### Розподіл очок
| Дисципліна       | П   | Ф   | ПФ  | ЧФ | 1/8 | 1/16 | Q   | Q3  | Q2  | Q1  |
| Одиночний розряд | 280 | 180 | 110 | 60 | 30  | 1    | 18  | 14  | 10  | 1   |
| Парний розряд    | 280 | 180 | 110 | 60 | 1   | Н/Д  | Н/Д | Н/Д | Н/Д | Н/Д |

### Розподіл призових грошей
| Дисципліна       | П       | F       | ПФ      | ЧФ     | 1/8    | 1/16   | Q3     | Q2   | Q1   |
| Одиночний розряд | $43,000 | $21,400 | $11,300 | $5,900 | $3,310 | $1,925 | $1,005 | $730 | $530 |
| Парний розряд    | $12,300 | $6,400  | $3,435  | $1,820 | $960   | Н/Д    | Н/Д    | Н/Д  | Н/Д  |

## Учасниці основної сітки в одиночному розряді

### Сіяні
| Країна      | Гравчиня           | Рейтинг1 | Сіяна |
| ----------- | ------------------ | -------- | ----- |
| Україна     | Еліна Світоліна    | 29       | 1     |
| Пуерто-Рико | Моніка Пуїг        | 51       | 2     |
| Хорватія    | Айла Томлянович    | 60       | 3     |
| Італія      | Франческа Ск'явоне | 69       | 4     |
| Казахстан   | Ярослава Шведова   | 78       | 5     |
| США         | Шелбі Роджерс      | 80       | 6     |
| Угорщина    | Тімеа Бабош        | 87       | 7     |
| США         | Ірина Фалконі      | 88       | 8     |

- Рейтинг подано станом на 6 квітня 2015.

### Інші учасниці
Нижче наведено учасниць, які отримали вайлдкард на участь в основній сітці:
- Марія Херасо Гонсалес
- Юліана Лісарасо
- Марія Пауліна Перес Гарсія

Нижче наведено гравчинь, які пробились в основну сітку через стадію кваліфікації:
- Сінді Бюргер
- Беатріс Аддад Майя
- Настя Колар
- Менді Мінелла
- Анастасія Родіонова
- Сачія Вікері

### Знялись з турніру
До початку турніру
- Лара Арруабаррена → її замінила  Сорана Кирстя
- Варвара Лепченко → її замінила  Данка Ковінич
- Крістіна Макгейл → її замінила  Крістіна Кучова
- Лора Робсон → її замінила  Патріція Майр-Ахлайтнер
- Анна Татішвілі → її замінила  Діна Пфіценмаєр

## Учасниці основної сітки в парному розряді

### Сіяні
| Країна     | Гравчиня            | Країна    | Гравчиня                 | Рейтинг1 | Сіяна |
| ---------- | ------------------- | --------- | ------------------------ | -------- | ----- |
| Австралія  | Анастасія Родіонова | Австралія | Родіонова Аріна Іванівна | 68       | 1     |
| Люксембург | Менді Мінелла       | Україна   | Ольга Савчук             | 136      | 2     |
| Хорватія   | Дарія Юрак          | Німеччина | Татьяна Марія            | 154      | 3     |
| Румунія    | Елена Богдан        | США       | Ніколь Мелічар           | 199      | 4     |

- Рейтинг подано станом на 6 квітня 2015.

### Інші учасниці
Нижче наведено пари, які отримали вайлдкард на участь в основній сітці:
- Марія Пауліна Перес Гарсія /  Паула Перес Гарсія

## Переможниці

### Одиночний розряд
- Тельяна Перейра —  Ярослава Шведова, 7–6(7–2), 6–1

### Парний розряд
- Паула Крістіна Гонсалвіш /  Беатріс Аддад Майя —  Ірина Фалконі /  Шелбі Роджерс, 6–3, 3–6, [10–6]